# Línea 532 (Mar del Plata)
La línea 532 es una línea de colectivos del Partido de General Pueyrredón perteneciente a la empresa Transporte 25 de Mayo, siendo sus servicios operados por la empresa 12 de Octubre S.R.L. La línea está identificada con el color verde.  El servicio cuenta con sistema de pago con tarjeta SUBE .

## Recorrido
Haciendo Clic Aquí podrá visualizarse el recorrido de la Línea 532.

### Ida
Beruti - F. Juan Certz - Eduardo Bradley - Angel Peña - Luis Candelaria - Florisbelo Acosta - Eduardo Bradley - F. Juan Certz - Beruti - Av. Dr. Arturo Alió - Av. Libertad - Av. Independencia - Salta - Av. Pedro Luro - Av. Patricio Peralta Ramos - Buenos Aires - Bolívar - Corrientes - Alberti - Las Heras - Avellaneda - Santiago del Estero - Primera Junta - Dorrego - Avellaneda - Olazábal - Julio Argentino Roca - Uruguay - Primera Junta - Chile - Rodríguez Peña - Av. Dr. Arturo Alió - Avellaneda - Grecia - Alvarado - Termas de Río Hondo - Garay - Martiniano Chilabert - Alvarado - Federico Rauch bis - Gral. Roca - José María Calzada.

### Vuelta
José María Calzada - Alvarado - Federico Rauch - Garay - Terminas de Río Hondo - Alvarado - Av. Dr. Arturo Alió - Gral. Roca - Armenia - Rodríguez Peña - Santa Fe - Alvarado - Sarmiento - Gascón - Lamadrid - Av. Patricio Peralta Ramos - Diagonal Alberdi Sur - Av. Pedro Luro - Av. Independencia - 11 de Septiembre - Catamarca - Av. Libertad - Av. Dr. Arturo Alió - Beruti - F. Juan Certz - Eduardo Bradley - Ángel Peña - Luis Candelaria - Florisbelo Acosta - Eduardo Bradley - F. Juan Certz - Beruti.